# Arc volcànic del Perú
L'arc volcànic del Perú —també anomenat arc volcànic peruà, cadena volcànica del sud del Perú o arc volcànic del sud del Perú— és una cadena de volcans situada a la serralada Occidental dels Andes peruans, que forma part del cinturó volcànic dels Andes. L'arc volcànic s'estén al llarg d'uns 500 km en direcció nord-oest-sud-est, entre els 15°00’ i els 17°30’ de latitud sud, i travessa els departaments d'Ayacucho, Apurímac, Arequipa, Cusco, Moquegua, Puno, i Tacna.
En l'arc volcànic peruà s'han identificat i inventariat més de 400 volcans entre actius, fumaròlics, latents, adormits i inactius: els seus aparells volcànics més antics han estat destruïts per l'erosió. Altres, però, encara mostren els seus trets volcànics. Entre aquests, 16 volcans actius o potencialment actius com ara el Sabancaya, el Misti, l'Ubinas, el Coropuna, el Tutupaca, el Huaynaputina, el Ticsani, el Chachani, el Yucamane, el Sara Sara, l'Ampato, el Casiri, el Purupuruni, l'Auquihuato i la Vall dels Volcans a Andahua i Huambo.

## Generalitats
Al Perú, el vulcanisme està relacionat amb la geometria del procés de subducció de la placa de Nazca sota la Sud-americana; tot i que aquest procés, però, es desenvolupa al llarg de la costa de Perú, els volcans estan concentrats només a la zona sud del país. A les regions nord i centre, la placa de Nazca subduiria amb un angle de 25° fins a una fondària de 100 km aproximadament i a partir d'ací es fa pràcticament horitzontal fins a una distància de 700–750 km des de la fossa. En aquestes zones és absent el vulcanisme actiu segurament per la manera particular del procés de subducció; l'activitat volcànica, però, n'hauria estat important en el passat i disminuí o desaparegué fa 8 milions d'anys i n'han restat com a vestigis estructures plutòniques com la serralada Blanca en el departament d'Ancash.
A la zona sud, on hi ha l'arc volcànic peruà, a diferència de les zones nord i centre, la placa de Nazca subdueix amb un angle d'una 30° d'inclinació fins a arribar a una profunditat de 300–350 km i a una distància de 550 km des de la fossa. Aquesta manera de subducció permet establir l'existència d'una estreta relació entre aquest procés i la presència de l'arc volcànic a la zona sud del Perú.

## Volcans actius en l'arc volcànic

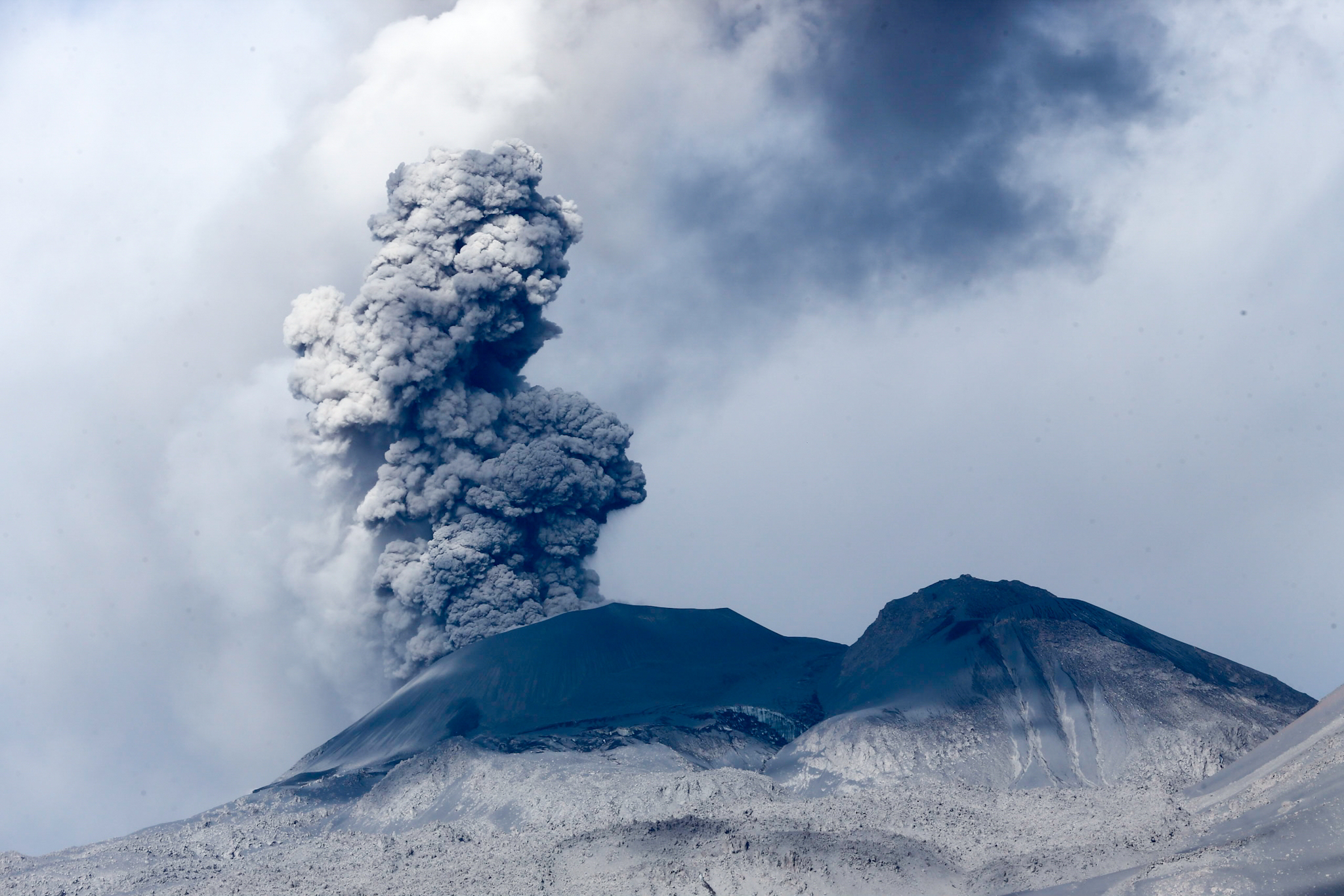
El volcà Sabancaya, a la província de Caylloma a Arequipa, començà el procés eruptiu darrer el 6 de novembre de 2016

En l'arc volcànic del Perú s'han identificat més de 400 estructures volcàniques, de les quals 16 han estat catalogats com a actives i potencialment actives, i des de 1550, vuit volcans (Huaynaputina, Ubinas, Misti, Sabancaya, Tutupaca, Ticsani, Yucamane i volcans d'Andagua) han presentat 45 erupcions explosives, la qual cosa suposa una mitjana d'una erupció cada 13 anys. Un clar exemple de la força catastròfica d'aquests volcans és la violentíssima erupció del Huaynaputina (Moquegua) l'any 1600 que generà una andanada d'explosions i emissió de material magmàtic que causaren la mort de més de 1.500 persones, la destrucció total de més de 16 pobles i tingué efectes devastadors en tot el sud del Perú.
Tot seguit es mostra una breu descripció dels trets geològics i de la història eruptiva dels principals volcans actius i potencialment actius de l'arc volcànic peruà.

### Sabancaya
El volcà Sabancaya és un estratovolcà actiu en el departament d'Arequipa i pertany al complex volcànic Ampato-Sabancaya-Hualca Hualca, que s'alça a 5.976 m sobre el nivell mar. Se situa a 75 km al nord-oest de la ciutat d'Arequipa i molt prop de la vall del riu Camaná. El Sabancaya és, després de l'Ubinas, el segon volcà més actiu de Perú. L'activitat eruptiva del Sabancaya dels darrers 400 anys foren erupcions explosives de lleus a moderades, caracteritzades per una intensa activitat fumaròlica i emissions de cendra. Durant aquest període tingué dues erupcions històriques importants el 1750 i 1784-1785. Després de 200 anys, presentà una tercera erupció entre 1990-1998. Després de 15 anys de tranquil·litat, a partir del 22 de febrer de 2013, el volcà ha mostrat molts signes d'intranquil·litat, amb una intensa activitat sísmica i fumaròlica. Des del dia 6 de novembre de 2016 presenta un procés eruptiu caracteritzat per recurrents explosions amb gasos i cendra.

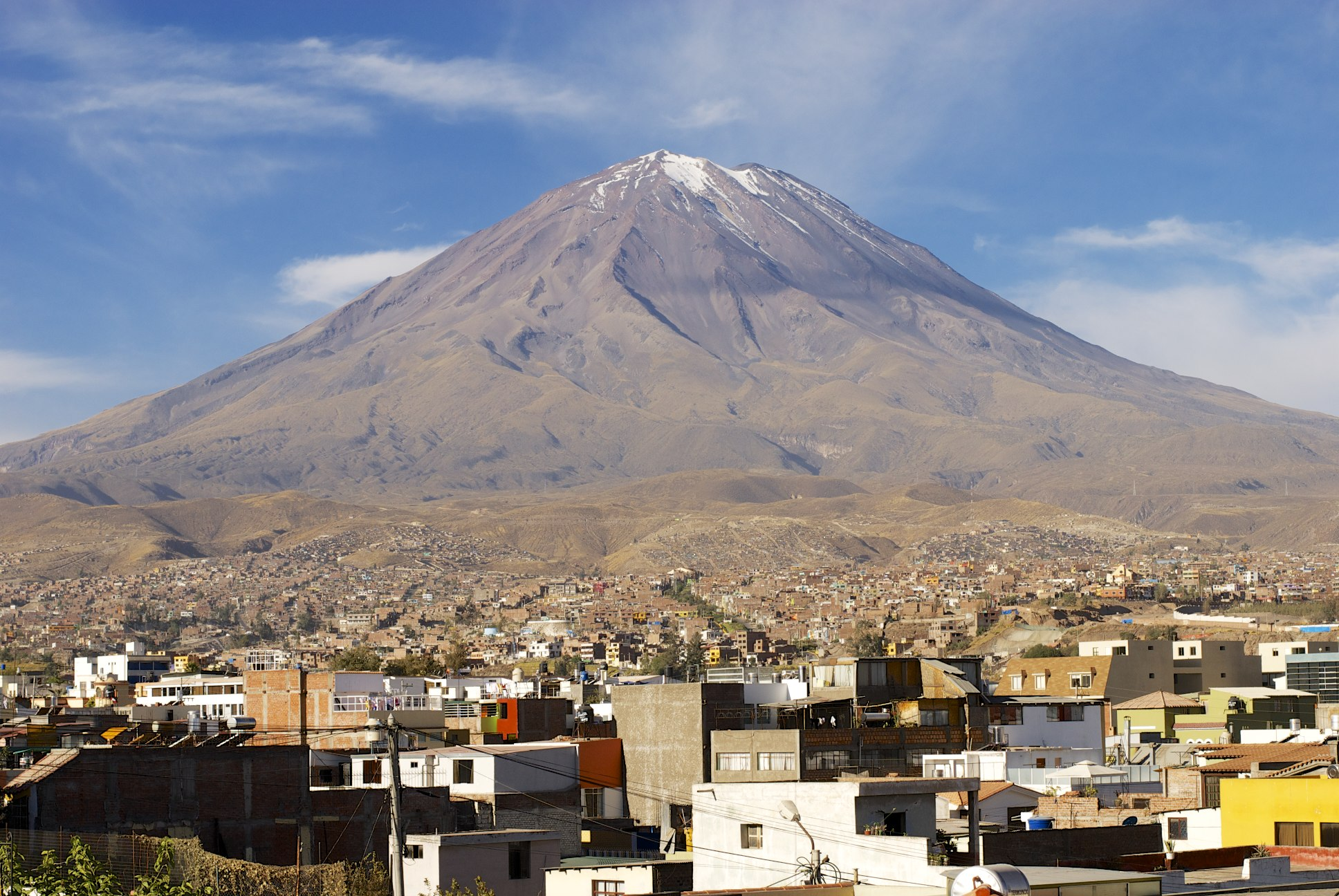
El volcà Misti, situat a sols 17 km de la ciutat d'Arequipa, és el volcà més vigilat de tot el país

### Misti
El Misti és un estratovolcà actiu que s'alça a 5.822 msnm, i limita pel sud-est amb l'extint Pichu Pichu, pel nord-oest amb el complex volcànic Chachani, cap a l'est amb la plana puna i per l'oest amb la conca tectònica d'Arequipa, on es troba la ciutat homònima. El Misti és el volcà de major risc del Perú, perquè té als estreps la ciutat d'Arequipa, amb prop d'un milió d'habitants, així com una molt important infraestructura a la rodalia (preses, hidroelèctriques, aeroports, centres miners, etc.). Com a conseqüència de la desordenada expansió urbana de la ciutat, ja hi ha poblacions situades a sols 9 km del cràter d'aquest massís, molt exposades a riscos volcànics. El Misti ha tingut almenys una erupció explosiva important i prop de deu crisis fumaròliques i freàtiques en els darrers 600 anys i actualment el cràter emet fumaroles permanentment.

### Ubinas

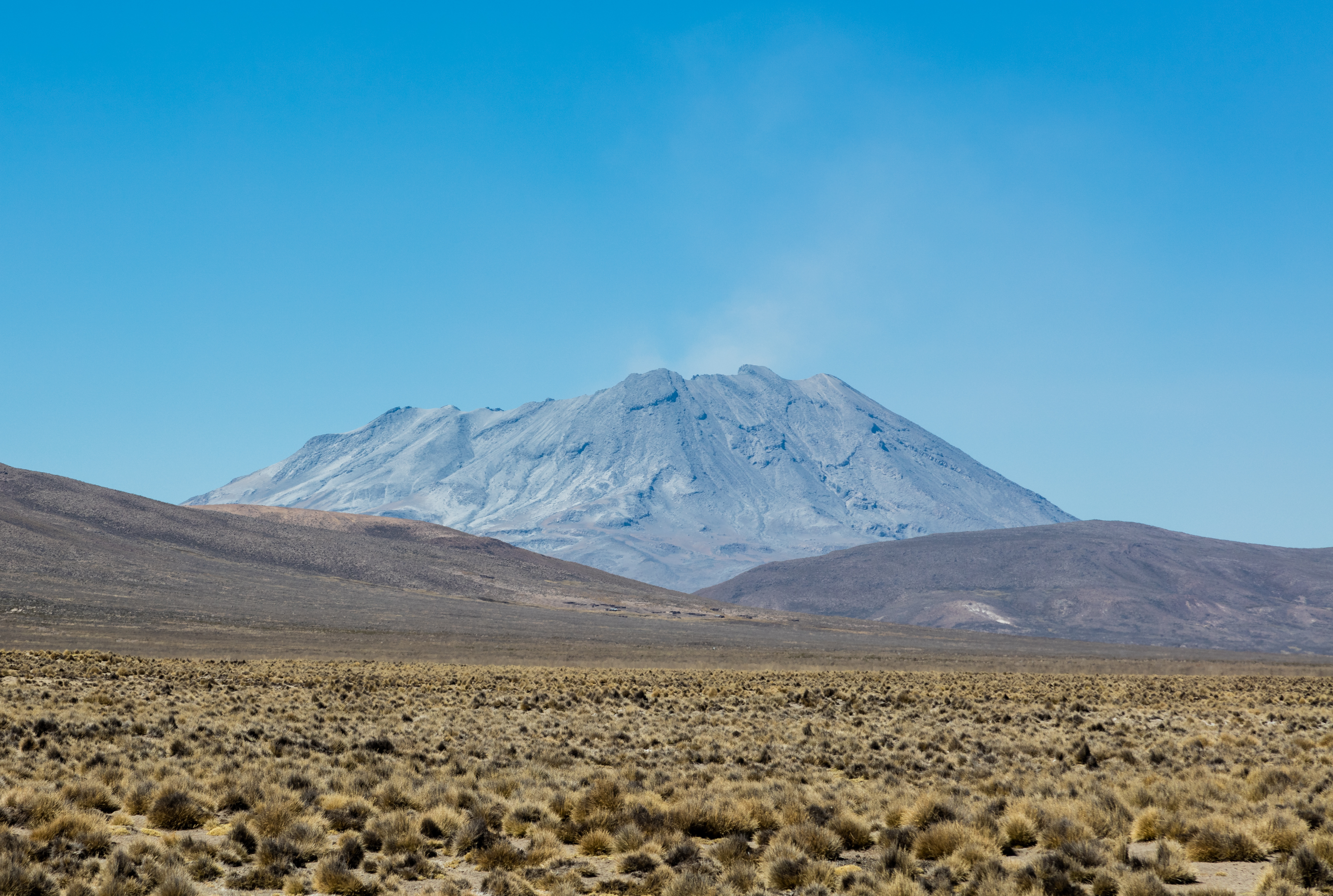
El volcà Ubinas, a Moquegua, ha registrat més de 25 erupcions en els darrers 500 anys

L'Ubinas és en el departament de Moquegua, a 70 km a l'est de la ciutat d'Arequipa. S'eleva a 5.672 m sobre el nivell mar. És el volcà més actiu del Perú per les seues 25 erupcions de baixa a moderada magnitud, des de l'any 1550, amb una freqüència d'erupcions de 2 a 6 per segle. Aquests esdeveniments es manifesten en intenses emissions de gasos i cendra, de vegades precedits de fortes explosions instantànies. Els darrers processos eruptius del segle xxi ocorregueren entre el 2006 i el 2009 i entre el 2013 i el 2016, i generaren columnes eruptives de fins a 6 km d'altura sobre el cràter i grans volums de cendra: provocaren sotragades en els aproximadament 5.000 habitants de la vall d'Ubinas i als poblats situats dins el radi d'influència del volcà, entre aquests Querapi, Ubinas, Tonohaya, Sacuaya, San Miguel, Huatahua, Anascapa, Huarina i Escacha.

### Coropuna
El volcà Coropuna amb els seus 6.425 msnm és el més elevat dels volcans potencialment actius del Perú i la tercera major elevació de l'estat després del Huascarán, de 6.768 msnm, i del Yerupajá, de 6.634 msnm. És en el departament d'Arequipa, a 150 km al nord-oest de la ciutat homònima. El Coropuna és un estratovolcà format per sis cons volcànics i doms d'edat neògena. Gran part del cim és cobert per un casquet glacial permanent amb desenes de llengües glacials que baixen pels vessants, de forma radial fins als 5.400 m. No es coneix l'activitat eruptiva històrica d'aquest volcà. Considerant, però, que es tracta del més gran i elevat dels volcans potencialment actius i el que té la major massa glacial que el recobreix, el Coropuna presenta un alt potencial de perill. És molt probable que les erupcions recents d'aquest volcà s'hagen associat a fluxos de lava.

### Tutupaca
El Tutupaca és al nord del departament de Tacna, a 28 km al nord-oest de la ciutat de Candarave. S'eleva a 5.790 m sobre el nivell de la mar. És un estratovolcà actiu, i des de la invasió espanyola hi ha hagut quatre episodis volcànics en els anys 1780, 1802, 1862 i 1902. En els darrers anys s'hi ha observat freqüents emissions de fumaroles de coloració blanca al cim sud del Tutupaca. També, als voltants d'aquest complex volcànic, es poden observar fins a 49 fonts termals, i les més notòries són les situades als congosts d'Azufre Grande, Azufre Chico Tacalaya, Callazas i Pampes de Turun Turun.

### Huaynaputina
El Huaynaputina és a 75 km al sud-est de la ciutat d'Arequipa, a una altura de 4.850 msnm, en el departament de Moquegua. No presenta la morfologia típica d'estratovolcà. A l'indret, només s'observa una ampla plana amb tres obertures o cràters adjacents amb les vores d'una vall fonda. El Huaynaputina fou responsable de la major erupció ocorreguda a Amèrica i la més devastadora del territori peruà. Al febrer de 1600, aquest estratovolcà esclatà amb tanta fúria que literalment desaparegueren poblats sencers a Moquegua. Tal va ser el volum de cendres i aerosols que llançà a l'atmosfera, que viatjaren a grans distàncies, que els seus efectes s'estengueren arreu del món: hi hagué sequeres i refredaments en alguns països de l'hemisferi nord.

### Ticsani
El Ticsani és un estratovolcà que fa 5.408 msnm i està situat a 60 km al nord-est de la ciutat de Moquegua. El constitueixen tres grans promontoris rocosos petrificats o “doms” de lava, cadascú d'uns 2 km de diàmetre i una caldera de destrucció. El dom de lava més recent correspon a una erupció freatomagmàtica que succeí fa menys de 400 anys i tot i que no se n'han trobat registres històrics, una eventual erupció constitueix un risc potencial per als poblats limítrofs com Calacoa (8 km del cràter), Carumas (11 km), i altres com Quebaya, Cuchumbaya, Soquezane i moltes aldees situades a l'oest i sud-est dins d'un radi de 12 km al voltant del volcà, on habiten més de 5.000 persones. Aquestes zones i poblats serien afectats sobretot per caigudes de tefra, i eventualment per fluxos piroclàstics i colades de lava.

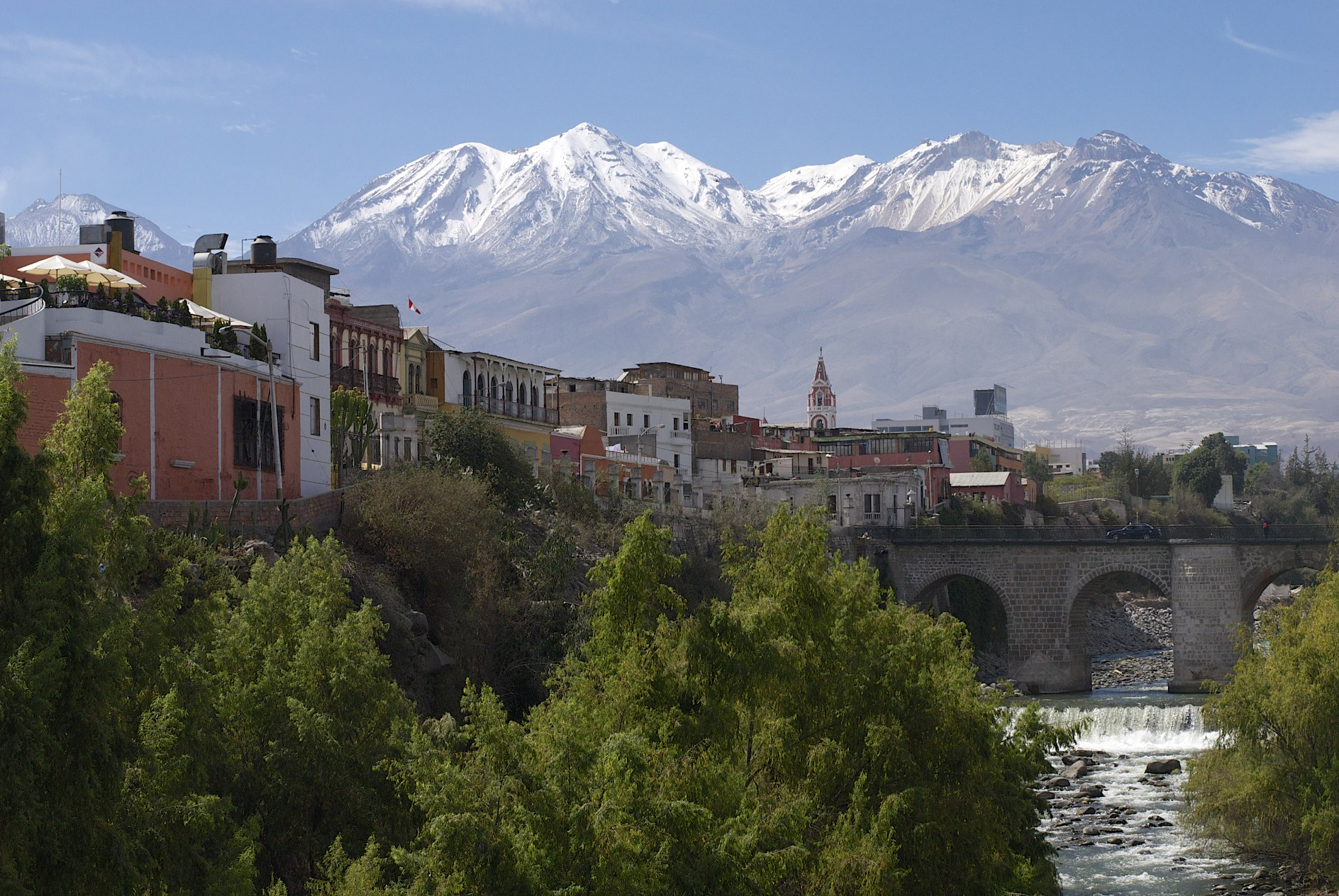
Vista del volcà Chachani des de la ciutat d'Arequipa

### Chachani
El Chachani és un complex volcànic en el departament d'Arequipa, que s'alça a 6.075 m sobre el nivell de la mar. Aquest complex limita, en el sector sud-oest, amb el districte de Cerro Colorado de la ciutat d'Arequipa. Té vessants molt erosionats per la neu i els forts vents. No es coneix l'activitat eruptiva històrica d'aquest volcà; considerant, però, que és al costat de la ciutat d'Arequipa amb prop d'un milió d'habitants, i prop d'importants obres d'infraestructura com la hidroelèctrica de Charcani, les preses d'Aguada Blanca i El Frayle, així com a prop de l'aeroport internacional Rodríguez Ballón d'Arequipa, el Chachani representa un important risc. Els principals perills volcànics en cas d'erupció serien els fluxos de lava, caiguda de tefra (cendra, bombes, etc.) i, eventualment, si l'erupció és de més magnitud, poden haver-hi fluxos piroclàstics.

### Yucamane
El Yucamane es troba al nord-est del departament de Tacna, a 11 km de la ciutat de Candarave. S'alça a 5.500 m sobre el nivell de la mar. És l'estratovolcà més recent d'un conjunt de volcans erosionats que formen el complex Yucamane Chico-Calientes-Yucamane. Presenta amenaces volcàniques com fluxos piroclàstics, caigudes de tefra, fluxos de laves, que poden afectar els poblats de Candarave, Cairani, Camilaca, Huanuara, Susapaya i Ticaco, dedicats principalment a l'agricultura i ramaderia.

### Sara Sara
El Sara Sara és en el departament Ayacucho i s'aixeca 5.522 msnm, entre la llacuna Parinacochas (Ayacucho) i el riu Ocoña (Arequipa). És un volcà jove, situat a l'extrem nord de l'arc volcànic del Perú. Presenta un cim cobert per neu i gel amb vessants molt erosionats per la neu i els vents. No se'n coneixen erupcions històriques recents, però hi ha alguns comentaris periodístics que indiquen que n'hauria estat observada una activitat fumaròlica incipient el 1963. A les proximitats del volcà, hi ha algunes fonts termals, com a la rodalia del riu Mirmaca, prop del poblat de Pacapausa, així com pel riu Pararca, poblat de Chacaraya. Davant una eventual erupció del Sara Sara aquest representaria un risc potencial per a prop de 8.000 habitants de poblets situats prop d'aquest volcà, com ara Incuyo, Pausa, Lampa, Pararca, Quilcata, Marcabamba, així com nombroses aldees dins d'un radi de 25–30 km al voltant del volcà. Els perills volcànics principals s'associen a caiguda de tefra (pluja de cendres, lapilli i bombes volcàniques), fluxos i onades piroclàstiques.

### Valle dels volcans d'Andahua i Huambo
La Vall dels Volcans d'Andahua, Orcopampa i Huambo és entre 80 i 160 km al nord-oest de la ciutat d'Arequipa. Són fins a 60 volcans monogenètics de diàmetres entre 300 i 1.200 m, i alçades que poden arribar als 300 m; aquests cons es distribueixen en una àmplia àrea, entre els 69° 45′ i 70° 40′ de latitud sud, i els 72° 30′ i 72° de latitud oest. En els darrers anys no s'hi ha observat cap tipus d'activitat volcànica, tot i que hi ha notícia d'una possible activitat ocorreguda el 3 juny 1913 al volcà Chilcayoc Grande. Una eventual reactivació a la rodalia o en aquesta zona de volcans monogenètics representaria un potencial risc per als nombrosos pobles situats a la zona d'Andahua, Ayo, Orcopampa, Chachas, etc.

## Control volcànic
Al Perú, hi ha tres institucions que realitzen els estudis i la vigilància dels volcans, l'Institut Geofísic del Perú, amb l'Observatori Vulcanològic del Sud, l'Institut Geològic, Miner i Metal·lúrgic, amb l'Observatori Vulcanològic del INGEMMET, i l'Observatori Geofísic de la Universitat Nacional de San Agustín.